# 8214-es mellékút (Magyarország)
A 8214-es mellékút egy összekötő út Veszprém vármegyében Öskü és Gyulafirátót között. Az út a 8-as főúttól Öskün és Hajmáskéren át tart a Veszprémhez tartozó Gyulafirátótig, ahol a 82-es főútba torkollik. Az út a Magyar Közút Nonprofit Zrt. kezelésében van. Télen a síkosságmentesítés úgynevezett rajonos rendszerben történik.

## Látnivalók az út mentén

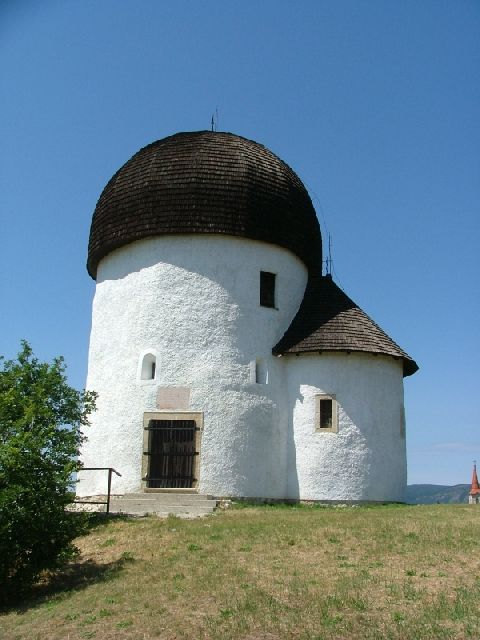
Ösküi kerektemplom
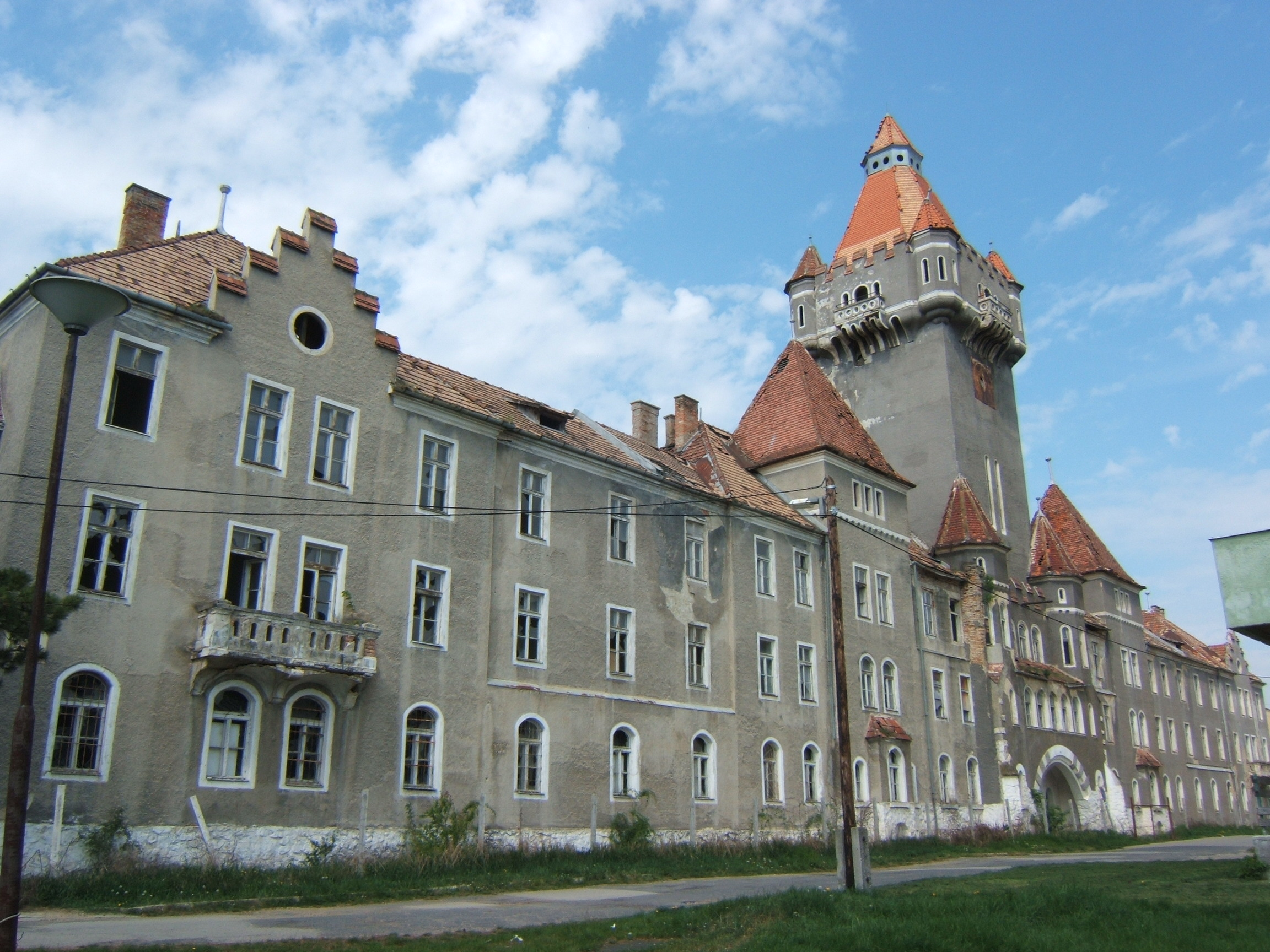
Az egykori katonai parancsnokság épülete Hajmáskéren
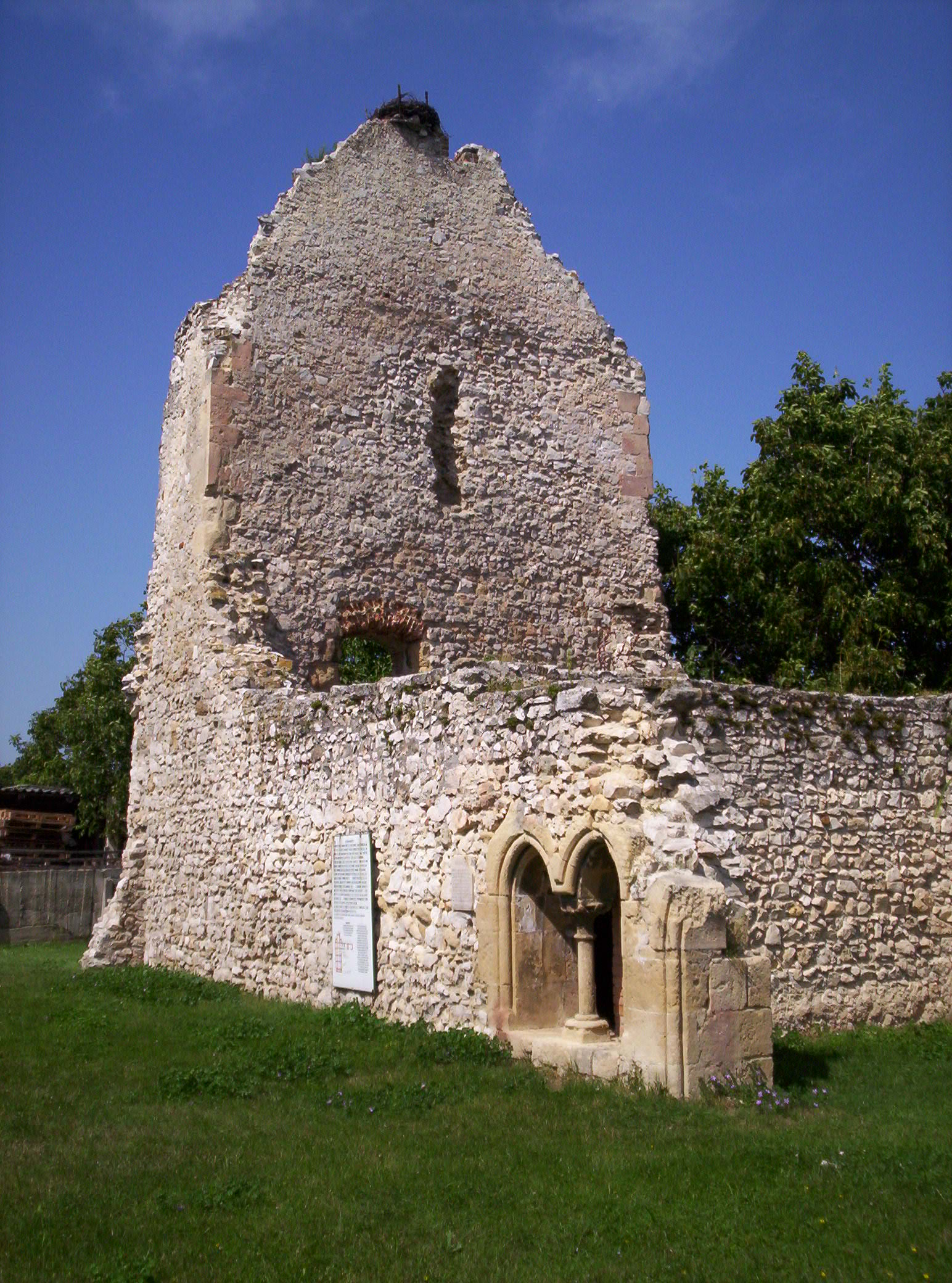
A gyulafirátóti premontrei kolostor romjai